# Jean-Christophe Frisch
Jean-Christophe Frisch (...) è un flautista e direttore d'orchestra francese.
Fondatore e direttore del gruppo XVIII-21 Musique des Lumières, poi ridenominato XVIII-21 - Le Baroque Nomade.

## Biografia
Figlio del clavicembalista Jacques Frisch, ha iniziato la carriera partecipando a numerosi concerti. Dopo il successo della registrazione delle sonate per flauto di Antonio Vivaldi, decide di creare XVIII-21 Musique des Lumières, con il quale può realizzare il suo progetto di musica barocca. 
Dal 2006, il nome del gruppo diviene XVIII-21 Le Baroque Nomade.
Frisch diviene uno dei rappresentanti di una nuova generazione di concertisti di musica barocca.

## Discografia
- 1990 - Gaspard Le Roux, Concerts à deux et basse continue, Ensemble "Variations" (ADDA/ACCORD)
- 1991 - Wolfgang Amadeus Mozart: Six sonates pour clavecin, avec accompagnement (violon ou flûte) et cello: opus 3, K 10 à K 15, Olivier Baumont, Antoine Ladrette (ADDA)
- 1991 - Antonio Vivaldi, Intégrale (sept) des sonates pour flûte traversière: RV 48 à RV 53 & RV 58 (Musidisc)
- 1994 - Jean-Philippe Rameau, Les Indes Galantes, version de chambre (Euromuses/Media7, 2CD)
- 1996 - Teodorico Pedrini, Concert baroque à la Cité interdite (Auvidis-Naïve Records)
- 1998 - Jean-Philippe Rameau, Castor et Pollux, version de chambre (Auvidis-Naïve, 2CD)
- 1998 - Joseph-Marie Amiot, Messe des Jésuites de Pékin (Auvidis-Naïve)
- 1999 - Benedetto Marcello, Psaumes de David (K617)
- 1999 - Domenico Scarlatti, Pur nel sonno (même dans le sommeil) cantates (Astrée/Auvidis-Naïve)
- 1999 - Chine: Jésuites et courtisanes (Les délices de l'harmonie), Ensembles XVIII-21 & Fleur de Prunus (Buda Musique)
- 2000 - Negro spirituals au Brésil baroque (K617)
- 2001 - François Couperin, Leçons de ténèbres (K617)
- 2003 - Vêpres à la Vierge en Chine (K617)
- 2006 - Pellegrino, voyage avec Pietro della Valle (Arion)
- 2008 - Codex Caioni, un jour de noces en Transylvanie (Arion)